# Una danza con i draghi
Una danza con i draghi (A Dance with Dragons) è un romanzo fantasy del 2011 dello scrittore statunitense George R. R. Martin e rappresenta il quinto libro della saga delle Cronache del ghiaccio e del fuoco, preceduto da Il banchetto dei corvi; sarà seguito dal romanzo in corso di scrittura The Winds of Winter.
Ambientato in un mondo fittizio che ricorda l'Europa medievale, in cui la magia esiste e le stagioni possono durare per molti anni, le Cronache del ghiaccio e del fuoco raccontano le violente lotte dinastiche di un impero in subbuglio.
Contiene un prologo, 71 capitoli e un epilogo. Gli eventi narrati nella prima parte di Una danza con i draghi sono contemporanei a quelli del romanzo precedente, mentre la seconda parte è cronologicamente successiva e fornisce la conclusione di alcune delle linee narrative iniziate ne Il banchetto dei corvi.
È stato pubblicato in lingua italiana per la prima volta da Mondadori suddiviso in tre volumi, I guerrieri del ghiaccio del 2011 (contiene il prologo e i primi 24 capitoli), I fuochi di Valyria del 2012 (contiene 23 capitoli) e La danza dei draghi sempre del 2012 (contiene gli ultimi 24 capitoli e l'epilogo). In seguito è stato ripubblicato in volume unico col titolo Il trono di spade 5 - I guerrieri del ghiaccio, I fuochi di Valyria, La danza dei draghi (2015) e Il trono di spade. Libro quinto delle Cronache del ghiaccio e del fuoco (2015). Nel 2019 il libro è stato nuovamente rieditato col titolo Il Trono di Spade. Una danza con i draghi.
Una danza con i draghi è stato il secondo titolo della serie a debuttare al primo posto nella The New York Times Best Seller list. Nel 2012 è stato insignito del Premio Locus come miglior romanzo fantasy ed è stato candidato al Premio Hugo, al Premio World Fantasy e al Premio British Fantasy. È stato adattato nel 2015 insieme a Il banchetto dei corvi nella quinta stagione della serie televisiva Il Trono di Spade, anche se elementi del racconto erano già apparsi precedentemente nella quarta stagione.

## Storia editoriale
Una danza con i draghi doveva essere, inizialmente, il titolo del secondo romanzo della saga, quando Martin progettava ancora l'opera come una trilogia. Alcune prime edizioni statunitensi de Il gioco del trono (A Game of Thrones) indicavano Una danza con i draghi come il futuro secondo volume della saga. L'antologia Legends del 1998, in cui era inserito il racconto Il cavaliere dei Sette Regni (The Hedge Knight), facente parte del medesimo universo, indicava, invece, Una danza con i draghi come il quarto capitolo della saga. Come i precedenti quattro volumi della saga il libro include una lunga appendice ed è lungo complessivamente 1022 pagine.
Il 3 marzo 2011, l'editore Bantam Spectra ha annunciato che il romanzo sarebbe stato pubblicato il 12 luglio 2011. Martin consegnò il manoscritto al suo editore il 27 aprile 2011, comunque già dal 2006 aveva iniziato a pubblicare alcuni capitoli del testo sul suo sito web e su Amazon.co.uk. Due settimane prima della pubblicazione ufficiale Amazon.de inviò anticipatamente per errore 180 copie prenotate da clienti. Negli Stati Uniti la versione a copertina rigida venne pubblicata ufficialmente il 12 luglio 2011 con una tiratura iniziale di 650 000 copie.

## Trama
Nel nord del continente di Westeros, Stannis Baratheon si è accampato al Castello Nero e cerca l'appoggio dei Guardiani della notte, ormai comandati da Jon Snow, e dei vassalli degli Stark nella sua crociata per ottenere il Trono di Spade. Invia perciò il suo uomo di fiducia Davos Seaworth a Porto Bianco per convincere i Manderly a schierarsi dalla sua parte. Davos è però catturato e Wyman Manderly inscena la sua esecuzione per ottenere dai Lannister il rilascio di suo figlio come prova della sua lealtà alla corona; poi incarica l'ex contrabbandiere di trovare Rickon Stark. Stannis e Melisandre condannano Mance Rayder al rogo, quindi, su consiglio di Jon, Stannis parte per raccogliere il sostegno dei clan delle montagne rimasti fedeli agli Stark. Col loro aiuto l'armata del sovrano attacca Deepwood Motte, dove si è ritirata Asha Greyjoy insieme ai suoi uomini, e catturano la donna. Intanto Ramsay Bolton ha imprigionato Theon Greyjoy e l'ha sottoposto a violente torture, mutilandolo e compromettendone la stabilità mentale, tant'è che Theon è quasi convinto che il suo nome sia "Reek", un soprannome di scherno datogli dallo stesso Ramsay. Quando i Lannister nominano Roose Bolton Protettore del Nord, Ramsay ordina a Reek di recarsi a Moat Cailin, l'unico punto di accesso al regno settentrionale e ancora presidiato dagli Uomini di Ferro, per convincere la guarnigione ad arrendersi. Portata a termine con successo la missione, Roose può rientrare al Nord in testa alla sua armata; egli porta con sé Jeyne Poole, ex dama di compagnia di Sansa, che intende spacciare per Arya Stark e dare in sposa a suo figlio Ramsay per legittimare la sua posizione tra i vassalli ancora fedeli agli Stark.
Bran Stark e il suo gruppo, guidati dal misterioso Manifredde nelle Terre dell'Eterno Inverno, vengono attaccati da un gruppo di Estranei, ma sono salvati dai Figli della Foresta e condotti dal corvo con tre occhi, l'ultimo Veggente Verde. Egli addestra Bran a sviluppare le sue abilità da metamorfo e a vedere attraverso gli occhi degli alberi-diga. Sulla Barriera Jon permette ai bruti che si sono sottomessi di passare a sud della muraglia e a coloro che lo desiderano di entrare nella confraternita dei Guardiani della notte. Egli spera così di aumentare il numero dei soldati a difesa della Barriera e fare causa comune contro la minaccia degli Estranei, ma la decisione provoca il malcontento di alcuni suoi subordinati. Appreso che Ramsay Bolton è intenzionato a sposare Arya, Jon vorrebbe andare a salvarla, ma è restio a contravvenire ai suoi voti. Melisandre gli confida allora che Mance Rayder non è morto, ma che ella lo ha salvato sostituendolo all'ultimo con Rattleshirt; d'accordo con Jon, Melisandre invia allora l'ex Re oltre la Barriera insieme ad alcune donne brute a Grande Inverno, per far fuggire Arya. Mentre una serie di tempeste di neve si abbattono sul Nord, ritardando l'avanzata dell'armata di Stannis che marcia anch'essa verso Grande Inverno, nella capitale del Nord viene celebrato il matrimonio tra Ramsay e la finta Arya. Dopo la cerimonia, Ramsay abusa sia fisicamente che psicologicamente della sua sposa. Un misterioso assassino inizia ad uccidere gli uomini dei Bolton e dei Frey, causando tensione fra le due parti. Grazie all'aiuto di Mance e delle donne brute, Jeyne e Theon riescono a fuggire da Grande Inverno; i due si ricongiungno all'armata di Stannis dove Asha è tenuta prigioniera. Roose Bolton, irrequieto per il malcontento serpeggiante tra le sue truppe, decide infine di affrontare Stannis in uno scontro campale. In seguito Jon riceve una lettera da Ramsay secondo cui Stannis e le sue truppe sono stati sconfitti in sette giorni e Mance è tenuto prigioniero; egli reclama Arya e Reek minacciando il Lord Comandante di morte se non esaudirà le sue richieste. Jon annuncia pubblicamente di voler marciare verso sud, ma alcuni Guardiani della notte lo aggrediscono e lo pugnalano a più riprese.
Nel frattempo Tyrion Lannister, in fuga da Westeros dopo essere evaso di prigione e aver assassinato suo padre, giunge a Pentos e viene accolto da Illyrio Mopatis, che gli suggerisce di recarsi da Daenerys Targaryen per unirsi alla sua causa. Tyrion parte dunque per Meeren con alcuni compagni di viaggio e scopre ben presto che alcuni di loro nascondono la loro vera identità: il mercenario che si fa chiamare Griff è in realtà Jon Connington, Lord del Posatoio del Grifone, mentre il ragazzo che spaccia per suo figlio è Aegon Targaryen, il figlio di Rhaegar creduto da tutti morto. Nei pressi di Volantis, Tyrion è riconosciuto e rapito da Jorah Mormont, il quale conta di consegnarlo a Daenerys per riottenerne i favori; si imbarca quindi per Meeren in compagnia del Folletto e di una nana chiamata Penny. La loro nave è tuttavia catturata da un gruppo di schiavisti e i tre sono acquistati da un ricco mercante come intrattenimento per i signori di Yunkai che stanno assediando Meeren. Tyrion approfitta infine dello scoppio di un'epidemia nel campo per fuggire insieme a Jorah e Penny, e arruolarsi nella compagnia mercenaria dei Secondi Figli.
In seguito alla scomparsa di Tyrion, Connington, che durante il viaggio ha contratto una malattia terminale, decide di cambiare i suoi piani in modo da aumentare le chances del suo giovane protetto di impressionare Daenerys. Rivela quindi l'identità di Aegon ai capi della Compagnia Dorata, la compagnia mercenaria più potente di Essos e composta principalmente da esuli di Westeros. Entusiasti, i soldati accettano di imbarcarsi per il continente occidentale. Nel frattempo, a Braavos, Arya Stark continua il suo addestramento presso la Casa del Bianco e del Nero. Privata temporaneamente della vista al fine di sviluppare i suoi restanti sensi, ella completa la sua prima missione e diviene un'adepta del tempio.
A Meereen, Daenerys fatica a mantenere la pace a causa di un gruppo di assassini, noti come I Figli dell'Arpia, che continua impunito una guerriglia contro il suo governo senza che si riesca ad individuarne i responsabili. Inoltre i suoi tre draghi sono diventati sempre più selvaggi e incontrollabili ed ella è costretta a farli rinchiudere, tranne Drogon che riesce a scappare e a scomparire. Minacciata di guerra da un'alleanza tra Yunkai, Qarth e Volantis, Daenerys accetta di sposare il nobile meerenese Hizdahr zo Loraq, che le promette di ristabilire la pace interna ed esterna. Quentyn Martell giunge a Meereen a chiedere la mano della giovane regina in virtù di un vecchio accordo tra Martell e Targaryen, in base al quale Arianne Martell avrebbe dovuto sposare Viserys Targaryen. Morto quest'ultimo, l'accordo potrebbe essere onorato comunque col matrimonio tra i due, tuttavia i preparativi sono già ultimati ed infine Daenerys, sia per ragioni politiche, sia perché la figura del giovane Martell non le ispira particolare fiducia, finisce sposa di Hizdahr, mantenendo tuttavia come amante il capitano tyroshi Daario Naharis. Su pressione di Hizdahr le fosse di combattimento vengono riaperte, ma il giorno dell'inaugurazione Drogon fa la sua comparsa nell'arena e uccide alcuni presenti prima che Daenerys si aggrappi a lui e lo esorti a volare abbandonando la città. Dopo la scomparsa della regina, Barristan Selmy scopre che Hidzahr stava complottando per avvelenare la sua consorte, ristabilire la schiavitù e uccidere i due draghi prigionieri. Barristan e le forze leali a Daenerys catturano quindi Hizdahr e si preparano alla battaglia contro l'esercito di Yunkai e le compagnie mercenarie accampate di fronte alla città. Quentyn Martell, desideroso comunque di ottenere un risultato dalla fallimentare missione, tenta di avvicinare e domare uno dei due draghi (fidando in alcune sue presunte discendenze valyriane) ma finisce gravemente ustionato e muore per le ferite riportate; intanto Viserion e Rhaegal evadono e seminano distruzione in città. Nel frattempo Victarion Greyjoy, accompagnato dal prete rosso Moqorro, è giunto nella Baia degli Schiavisti con metà della sua flotta iniziale e si prepara ad attaccare l'armata di Yunkai. Quanto a Daenerys, è condotta da Drogon nel mare Dothraki, dove il drago ha fatto il suo nido, e finisce per imbattersi nel khalasar di Khal Jhaqo, ex sottoposto di Drogo.
A Westeros Jaime Lannister sottomette l'ultimo vassallo dei Tully e si prepara a rientrare ad Approdo del Re quando lo raggiunge Brienne di Tarth. Ella gli confida che Sandor Clegane ha preso in ostaggio Sansa Stark e i due partono insieme alla sua ricerca. La Compagnia Dorata è sbarcata nel sud del continente e si impadronisce rapidamente del Posatoio del Grifone, il castello natale di Jon Connington. Egli intende attaccare subito altri castelli, tra cui Capo Tempesta. A Dorne, Doran Martell invia Nymeria e Tyene ad Approdo di Re, la prima a prendere posto nel Concilio Ristretto e la seconda per avvicinarsi al nuovo Alto Septon. Cersei Lannister, prigioniera dell'Alto Passero, confessa i suoi crimini adulterini per essere liberata; è perciò condannata ad attraversare nuda la città sotto gli sguardi della popolazione, che le infligge numerose umiliazioni. In previsione del suo imminente processo, ella fa entrare nella Guardia reale un cavaliere gigantesco chiamato Robert Strong, che Kevan Lannister sospetta essere Gregor Clegane, riportato in vita dalla magia oscura di Qyburn. Kevan tenta di governare il paese in accordo con i Tyrell, ma nell'epilogo è ucciso insieme al Gran maestro Pycelle da Varys, il quale sostiene il ritorno al trono dei Targaryen.

## Personaggi POV
Ogni capitolo della saga narra la storia in terza persona vissuta dal punto di vista (point of view) di un personaggio, protagonista di quel capitolo.
In Una danza con i draghi vi sono sedici personaggi POV, esclusi i protagonisti del prologo e dell'epilogo:
- Varamyr Seipelli, un metamorfo che vive tra i bruti a nord della Barriera (prologo);
- Tyrion Lannister, ricercato dopo l'assassinio del padre Tywin (12 capitoli);
- Daenerys Targaryen, madre dei draghi, erede dei Targaryen al Trono di Spade e ora regina di Meereen (10 capitoli);
- Jon Snow, figlio bastardo di Eddard Stark e 998° Lord Comandante dei Guardiani della notte (13 capitoli);
- Bran Stark, erede legittimo di Grande Inverno, in viaggio a nord della Barriera alla ricerca del corvo con tre occhi (3 capitoli);
- Quentyn Martell, figlio di Doran, principe di Dorne, alla ricerca di Daenerys (4 capitoli);
- Davos Seaworth, Primo Cavaliere di re Stannis, incaricato di persuadere i Manderly a schierarsi con quest'ultimo (4 capitoli);
- Theon Greyjoy, soprannominato "Reek", prigioniero di Ramsay Bolton (7 capitoli);
- Jon Connington, conosciuto a oriente con il falso nome "Griff", in passato Primo Cavaliere di re Aerys II e devoto amico di suo figlio Rhaegar, ora mercenario della Compagnia Dorata (2 capitoli);
- Asha Greyjoy, figlia di lord Balon delle Isole di Ferro, scappata dalle terre natie (3 capitoli);
- Melisandre di Asshai, sacerdotessa rossa di R'hllor (1 capitolo);
- Areo Hotah, capitano delle guardie di Lancia del Sole (1 capitolo);
- Arya Stark, adepta presso la Casa del Bianco e del Nero a Braavos (2 capitoli);
- Jaime Lannister, Lord Comandante della Guardia reale di re Tommen Baratheon (1 capitolo);
- Cersei Lannister, regina madre, prigioniera dell'Alto Passero ad Approdo del Re (2 capitoli);
- Barristan Selmy, Lord Comandante della Guardia reale della regina Daenerys (4 capitoli);
- Victarion Greyjoy, comandante degli Uomini di Ferro, alla ricerca di Daenerys (2 capitoli);
- Kevan Lannister, reggente dei Sette Regni (epilogo).

## Accoglienza
Una danza con i draghi ha debuttato al primo posto della New York Times Best Sellers list il 31 luglio 2011 ed è rimasto in classifica per 86 settimane durante un periodo di oltre due anni. Con 170 000 copie rilegate, 110 000 e-book e 18 000 audiolibri venduti nel primo giorno, il romanzo ha rappresentato la miglior apertura per l'editore Random House nel 2011. È stato inserito al 26º nella lista dei romanzi più venduti dell'anno negli Stati Uniti secondo USA Today, mentre secondo i dati di Publishers Weekly è stato il quinto romanzo per volume di vendite del 2011 nella categoria dei libri rilegati.
La maggior parte della critica è unanime nell'affermare che Una danza con i draghi costituisce un netto passo in avanti rispetto a Il banchetto dei corvi; "i punti di forza dello stile di Martin che lo hanno reso popolare tra i lettori, infatti, tornano con forza: una ricca ambientazione, numerosi colpi di scena e una cruda rappresentazione delle lotte per il potere". Oltre a fornire alcune risposte attese da tempo e creare nuovi interrogativi, il romanzo ripropone inoltre alcuni dei personaggi di cui si era sentita maggiormente la mancanza nel capitolo precedente: Daenerys Targaryen, Tyrion Lannister e Jon Snow.
Le critiche negative si concentrano sui problemi strutturali e stilistici del romanzo. A detta di Remy Verhoeve del Wall Street Journal la prosa è a tratti incoerente e si sviluppa in modo incontrollato, tanto che si ha "l'impressione di leggere tante storie scollegate all'interno della stessa ambientazione". Dello stesso avviso James Poniewozik del TIME, che afferma che il romanzo avrebbe avuto bisogno di una revisione migliore, soprattutto nei capitoli in cui ci si ritrova a leggere di nuovi personaggi con cui si ha poco coinvolgimento emotivo. David Orr del New York Times ha criticato l'eccessiva lunghezza di Una danza con i draghi, affermando che "una tale prolissità non è necessaria e danneggia la scrittura e l'intreccio di Martin", mentre Rachael Brown di The Atlantic Monthly ha individuato nelle troppe ripetizioni e nella prosa ordinaria i punti deboli del romanzo.

### Premi e riconoscimenti
- Premio Locus per il miglior romanzo fantasy – Miglior romanzo fantasy, 2012
- Premio Hugo – Candidatura come miglior romanzo, 2012
- Premio World Fantasy – Candidatura come miglior romanzo, 2012
- Premio British Fantasy – Candidatura miglior romanzo fantasy, 2012